# Tulipa gesneriana
Tulipa gesneriana, còn gọi là tulip Didier, tulip vườn, Uất kim hương vườn (Didier's tulip, garden tulip) là một loài thực vật có hoa trong họ Liliaceae. Loài này được L. miêu tả khoa học đầu tiên năm 1753.

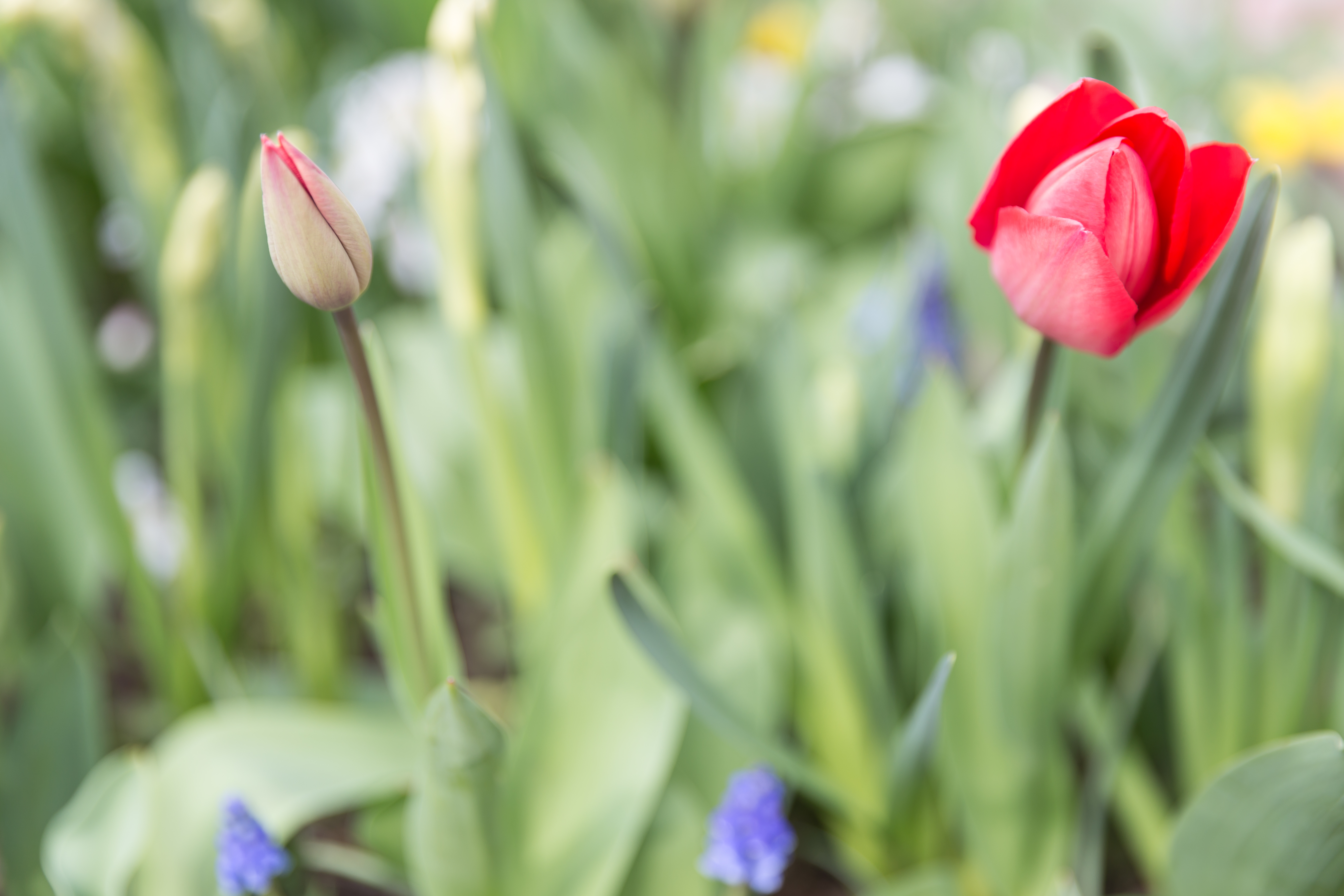
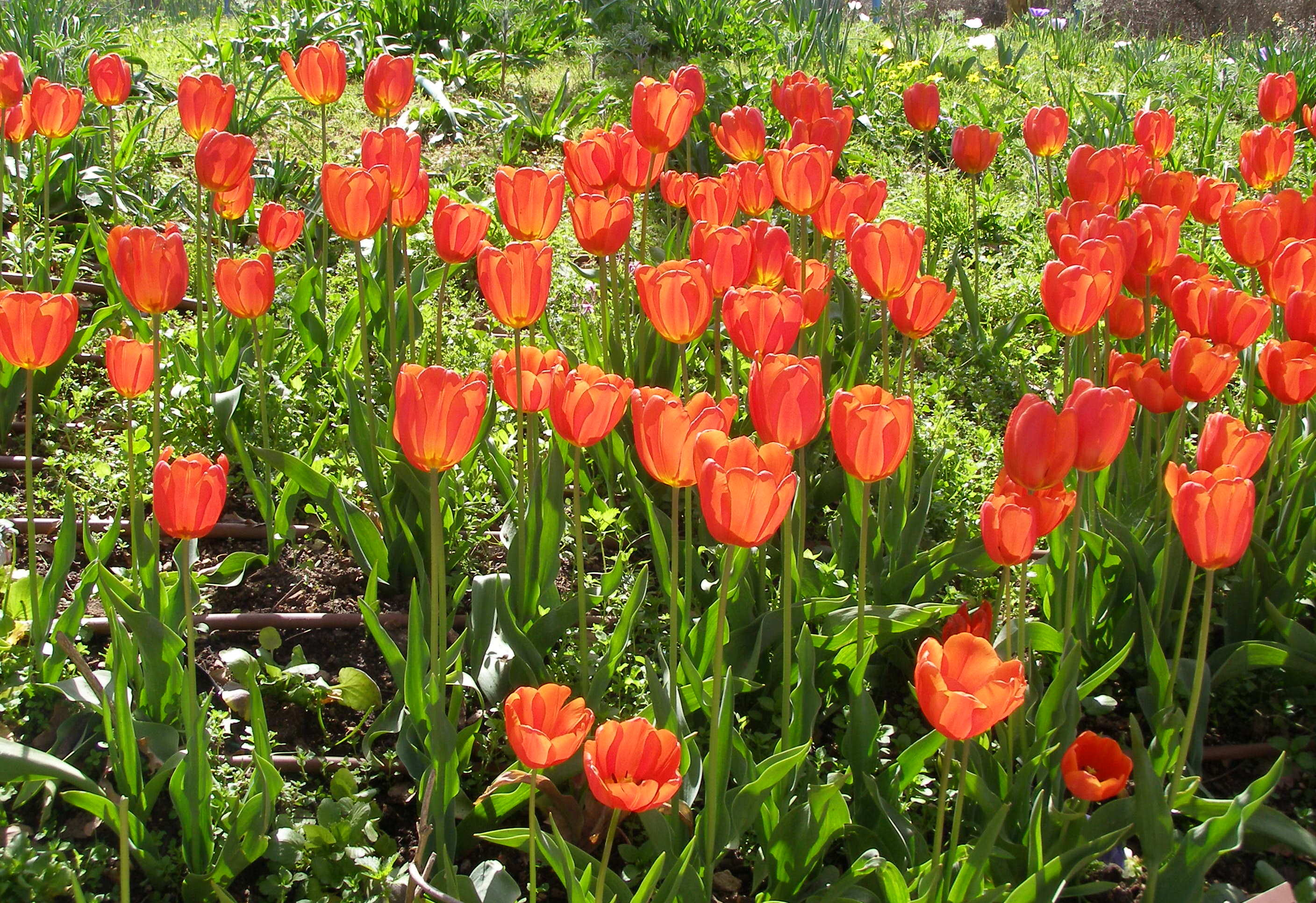
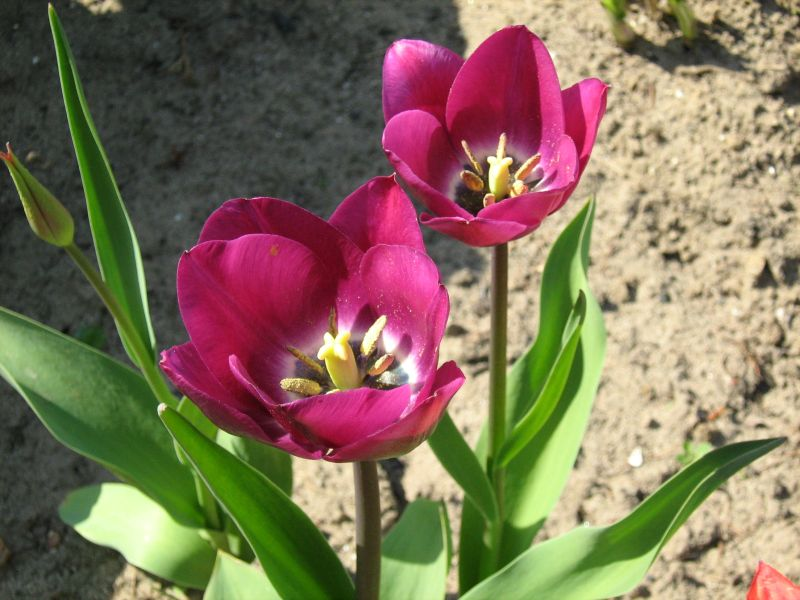
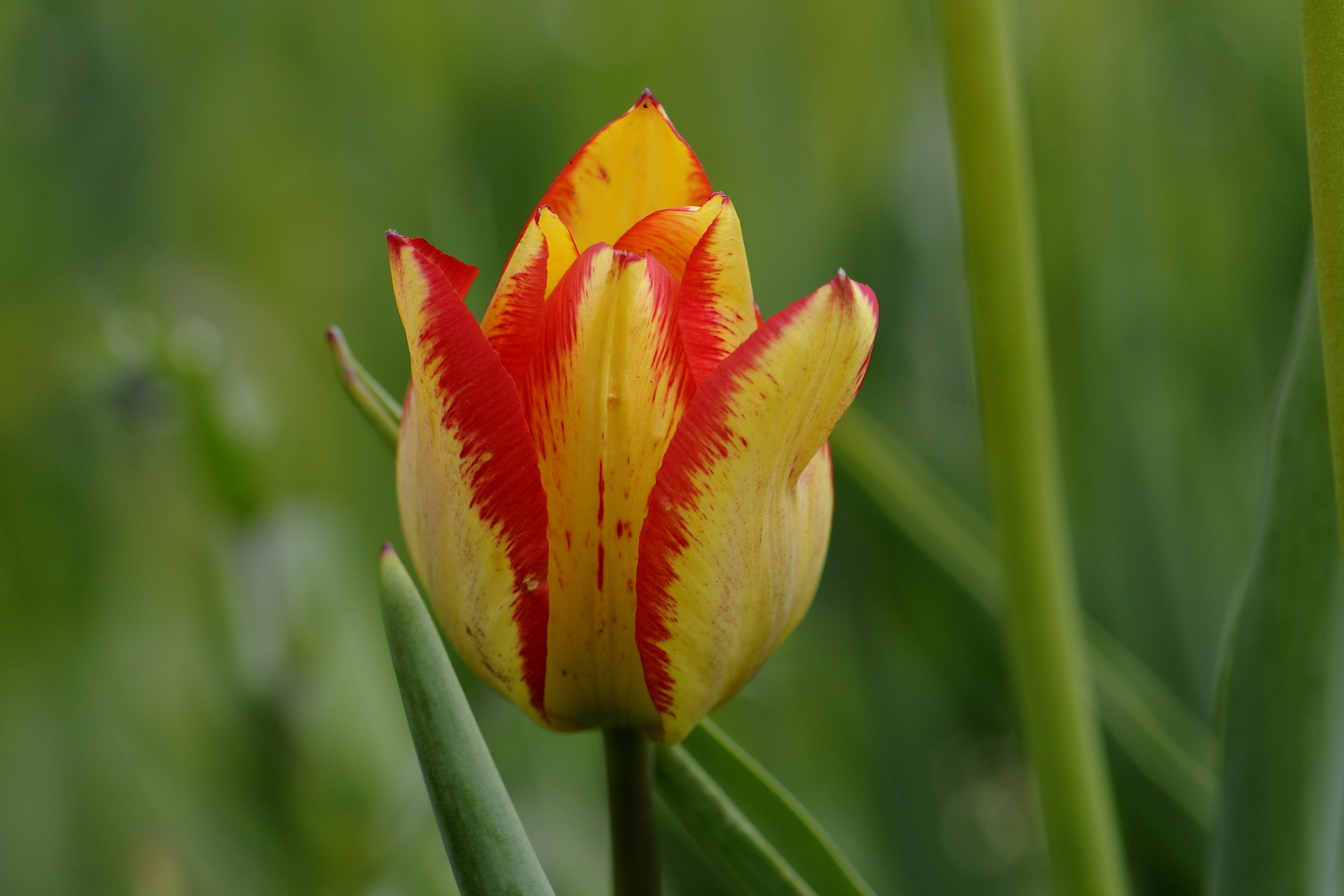